# 欧拉国际数学研究所
欧拉国际数学研究所（俄语：Международный математический институт имени Л. Эйлера）由俄罗斯科学院为表彰俄罗斯数学对国际数学的贡献，于1988年创立。